# Andrew Stevenson (Politiker)

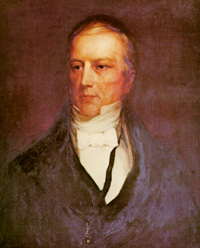
Andrew Stevenson

Andrew Stevenson (* 21. Januar 1784 im Culpeper County, Virginia; † 25. Januar 1857 im Albemarle County, Virginia) war ein US-amerikanischer Politiker der Demokratisch-Republikanischen Partei. Von 1827 bis 1833 war er der 16. Sprecher des Repräsentantenhauses.

## Frühe Jahre
Nach seiner Schulausbildung besuchte Stevenson das College of William & Mary in Williamsburg. Im Anschluss an sein Jurastudium und die Zulassung als Anwalt praktizierte er in Richmond. Er engagierte sich auch politisch und wurde 1809 in das Abgeordnetenhaus von Virginia gewählt, dem er bis 1816 und noch einmal von 1818 bis 1821 angehörte. Von 1812 bis 1815 war er außerdem dessen Speaker.

## Kongressabgeordneter
Im Jahre 1821 wurde er als Anhänger der Demokratisch-Republikanischen Partei ins Repräsentantenhaus der Vereinigten Staaten gewählt, nachdem er bei zwei Wahlen davor gescheitert war. Er wurde auch drei Amtszeiten lang, vom 3. Dezember 1827 bis zum 4. März 1833, zum Sprecher des Repräsentantenhauses gewählt. Dem Repräsentantenhaus gehörte er noch bis zu seinem Rücktritt am 2. Juni 1834 an. Im Jahr 1836 wurde er unter Präsident Andrew Jackson Botschafter in Großbritannien, was er bis 1841 blieb, ehe ihn Edward Everett ablöste. Damit beendete er seine politische Karriere und zog ins Albemarle County in Virginia. Im Jahre 1845 wurde er erst in den Aufsichtsrat (Board of visitors) der University of Virginia in Charlottesville gewählt, 1856 zum Rektor der Universität. Er starb am 25. Januar 1857 in seinem Haus im Albemarle County und wurde auf dem Enniscorthy Cemetery in Esmont begraben.

## Familie
- Seine Frau Sally Coles war eine Cousine der First Lady Dolley Madison, Ehefrau des US-Präsidenten James Madison, der von 1809 bis 1817 regierte.
- Sein Sohn John war ein Senator und Gouverneur des Bundesstaats Kentucky.